# 안원왕
안원왕(한국 한자: 安原王, ? ~ 545년 음력 3월)은 고구려의 제23대 국왕(재위 : 531년 음력 5월 ~ 545년 음력 3월)이다. 문자명왕의 둘째 아들이며 안장왕의 동생이다. 안장왕이 후사 없이 죽자 뒤를 이어 즉위하였다.
《일본서기》에는 곡향강상왕(鵠香岡上王), 향강상왕(香岡上王) 등으로 기록되어 있다. 이름은 보연(寶延)이며, 《위서(魏書)》와 《양서(梁書)》에는 연(延)으로 기록되어 있다.

## 생애

### 즉위
언제 태어났는지는 알 수 없다. 문자명왕의 아들이며 안장왕의 동생이다. 《삼국사기》에는 안원왕은 키가 7척 5촌(173cm로 추정)이며 도량이 커서 형인 안장왕이 사랑하였으며, 안장왕이 아들 없이 죽자 동생인 안원왕이 뒤를 이어 즉위하였다고 기록하고 있다.
반면에 《일본서기》와 《신찬성씨록》은 안장왕에게 복귀군(福貴君)이라는 아들이 있었는데 일본으로 망명하였고, 그 후손들이 코마씨(狛氏)와 오코마노무라치씨(大狛連氏), 노다씨(野田氏) 등의 성을 사용하면서 이 성씨들의 선조가 안장왕의 후손이라고 기록하고 있다. 뿐만 아니라 《백제본기》의 기록을 인용하면서 531년 3월에 안장왕이 시해되었다고 기록하고 있다. 《삼국사기》에는 시해나 정변과 같은 별다른 설명 없이 531년 5월에 안장왕이 사망하였다고만 기록하고 있어 《일본서기》의 기록과는 대치된다.
 
25년(531년) 겨울 12월 병신(丙申) 초하루 경자(庚子, 5일) (계체천황을) 아이노노미사사키(藍野陵)에 장사지냈다.
【어떤 책에는 '천황이 28년 갑인년(534년)에 죽었다'고 하였다.
 그러나 여기에서 25년 신해년(531년)에 죽었다고 한 것은 《백제본기(百濟本記)》를 취하여 쓴 것이다.
 《백제본기》에
 “신해년(531년) 3월에 군대가 나아가서 안라(安羅)에 이르러 걸탁성(乞乇城)을 쌓았다.
  이 달에 고려(고구려)가 그 왕 안(安, 안장왕)을 죽였다.
  또한 들으니 일본의 천황과 태자, 황자가 함께 죽었다고 한다"라 하였다.
 이러한 이유로 신해년(531년)은 25년이 마땅하다.
 후세에 교감(校勘, 고서적들을 비교하면서 옳고 그름을 따지는 일)하는 자는 알 것이다.】

 — 《일본서기》 권17, 男大迹天皇 繼體天皇光仁天皇
계체천황 25년(531년) 12월 5일

### 치세
재위 기간 동안 북위와 양나라에 조공하며 남북조와 등거리 외교를 펼쳤으며 북위가 동위와 서위로 분열된 이후에는 동위에 조공하였다.
533년(안원왕 3년) 정월, 왕자 평성(平成)을 태자로 책봉하였다.
535년(안원왕 5년) 5월에는 남쪽 지방에 홍수가 나서 가옥이 유실되고 200여명의 사망자가 발생하였다. 같은해 10월에는 지진이 났으며 12월에는 우레가 치고 전염병이 발생하였다. 이와 더불어 가뭄이 들자 사신을 파견하여 굶주리는 백성들을 구제하기도 하였다. 메뚜기떼의 습격으로 백성들이 농사를 망치고 굶주림이 계속되자 안원왕은 직접 순행하면서 백성들을 살피고 위로하였다.
540년(안원왕 10년) 9월, 백제의 성왕이 우산성(牛山城)을 포위하자 정예 기병 5,000명을 보내 물리쳤다.

### 최후
545년(안원왕 15년) 봄 3월, 사망하였다. 시호를 안원왕(安原王)이라고 하였다.
《일본서기》는 《백제본기》의 기록을 인용하면서 안원왕이 545년 12월, 자식들의 왕위 쟁탈전 중에 사망하였다고 기록하고 있다. 《양서(梁書)》와 《남사(南史)》에는 안원왕이 548년에 사망하였다고 기록되어 있다.

## 왕위 계승을 둘러싼 내분
- 《일본서기》는 《백제본기》의 기록을 인용하면서 545년 12월 안원왕이 병들자, 안원왕의 후비인 중부인(中夫人)과 소부인(小夫人)이 각자 자신들이 낳은 아들을 왕으로 세우기 위해 전쟁을 벌였고, 중부인의 아버지인 추군(麤群)과 소부인의 아버지인 세군(細群)이 싸움을 벌이다가 추군이 승리하였다고 기록하고 있다.
- 기사 마지막줄의 '狛鵠香岡上王薨也.(박국의 향강상왕이 죽었다)'라는 부분의 해석을 두고, 안원왕의 호칭이 달라진다.
  1. "狛鵠/香岡上王/薨也(코마국의/향강상왕이/죽었다)"
고대 일본어에서 鵠과 國의 발음이 '코쿠(こく)'로 동일하며 '나라(國)'라는 동일한 의미로 쓰여져, 박국(狛鵠)은 고구려를 뜻하는 박국(狛國)과 같은 의미가 되므로 '박국(狛鵠, 고구려)의 향강상왕(香岡上王)이 죽었다'라고 해석된다. 이 경우 '향강상(香岡上)'이 호칭이 된다. 가마쿠라 시대에 간행된 《일본서기》의 주석서인 《석일본기(釈日本紀)》 비훈(秘訓)과 1669년 간행된 《일본서기》는 '향강상왕'이라 칭한다.
  2. "狛/鵠香岡上王/薨也(코마의/곡향강상왕이/죽었다)"
'박(狛)=코마(こま)'로 발음되며 고(구)려(高麗=코마(こま))와 발음이 같다. 이 경우 '코마(狛=高麗)의 곡향강상왕(鵠香岡上王)이 죽었다'라고 해석되며 '곡향강상(鵠香岡上)'이 호칭이 된다.[5]

 
이 해(545년) 고려(고구려)가 크게 어지러워 죽임을 당한 자가 많았다.
《백제본기(百濟本記)》에는
“12월 갑오(20일)에 고려국의 세군(細群)과 추군(麤群)이 궁문에서 북을 치면서 전투를 벌였다.
 세군이 패하였으나 사흘 동안 군사를 해산하지 않고 세군의 자손을 모두 사로잡아 죽였다.
 무술(24일)에 박국(狛國, 고구려의 멸칭)의 향강상왕(香岡上王, 안원왕)이 죽었다”
라고 하였다.
 — 《일본서기》 권19, 天國排開廣庭天皇
흠명천황 6년(545년)
- 《일본서기》는 안원왕의 뒤를 이어 왕위 쟁탈전에서 승리한 양원왕이 중부인(中夫人)의 아들이며 즉위 당시 8살이었다고 기록하고 있는데, 533년(안원왕 3년) 정월 양원왕을 태자로 책봉하였다는 《삼국사기》의 기록과 모순된다.
- 《일본서기》와 《삼국사기》의 모순된 기록과 관련하여, 한국 사학계는 《삼국사기》의 기록을 제1사료로 인식하지만 《일본서기》의 기록 또한 중요시하며 교차 검증하고 있다.[6] 《일본서기》의 기록을 토대로 《삼국사기》에 기록되지 않은 안원왕 말년의 내분과 정쟁이 있었을 것으로 짐작한다.[7]

 
이 해(545년) 고려(고구려)가 크게 어지러워 무릇 싸우다 죽은자가 2,000여 명이었다.
《백제본기(百濟本記)》에는
“고(구)려가 정월 병오에 중부인(中夫人)의 아들을 왕으로 세웠는데 나이 8살이었다.
 박왕(狛王, 고구려왕)에게는 3명의 부인이 있었는데 정부인(正夫人)은 아들이 없었다.
 중부인(中夫人)이 세자(世子)를 낳았는데 그의 외할아버지가 추군(麤群)이었다.
 소부인(小夫人)도 아들을 낳았는데 그의 외할아버지는 세군(細群)이었다.
 박왕(안원왕)이 병들자 세군과 추군이 각각 소부인과 중부인의 아들을 즉위시키고자 하였다.
 이로인해 세군측의 죽은 자가 2,000여 명이었다.”
라고 하였다.
 — 《일본서기》 권19, 天國排開廣庭天皇
흠명천황 7년(546년)

## 가족 관계
- 아버지 : 문자명왕(文咨明王, ?~519) - 제21대 국왕
- 어머니 : 미상
  - 왕비 : 정부인(正夫人)
  - 후비 : 중부인(中夫人)
    - 아들 : 양원왕(陽原王, ? ~559) - 제24대 국왕

  - 후비 : 소부인(小夫人)
    - 아들 : 미상

## 기년
- 국보 제119호인 금동연가7년명여래입상에 새겨진 '연가 7년(延嘉七年) 기미년'을 539년으로 비정하고 '연가(延嘉)'를 안원왕의 연호로 추정하기도 한다.

| 안원왕 | 원년  | 2년   | 3년   | 4년   | 5년   | 6년   | 7년   | 8년   | 9년   | 10년  | 11년  | 12년  | 13년  | 14년  | 15년  |
| 서력   | 531년 | 532년 | 533년 | 534년 | 535년 | 536년 | 537년 | 538년 | 539년 | 540년 | 542년 | 542년 | 543년 | 544년 | 545년 |
| 간지   | 신해  | 임자  | 계축  | 갑인  | 을묘  | 병진  | 정사  | 무오  | 기미  | 경신  | 신유  | 임술  | 계해  | 갑자  | 을축  |

## 같이 보기
- 백제
  - 성왕 (523년~554년)
- 신라
  - 법흥왕 (514년~540년)
  - 진흥왕 (540년~576년)
- 가야
  - 구형왕 (521년~532 또는 562년
- 왜
  - 게이타이 천황 (507년~531년)
  - 안칸 천황 (531년~535년)
  - 센카 천황 (536년~539년)
  - 긴메이 천황 (539년~571년)
- 북위
  - 북위 숙종 효명제 (515년~528년)
  - 북위 경종 효장제 (528년~530년)
  - 북위 장광왕 (530년~531년)
  - 북위 절민제 (531년~532년)
  - 북위 폐제 안정순문왕 (532년)
  - 북위 효무제 (532년~534년)
- 양
  - 양 고조 무제 (502년~549년)
- 동위
  - 동위 효정제 (534년~550년)
- 서위
  - 서위 문제 (535년~551년)